# Georg von Mölter

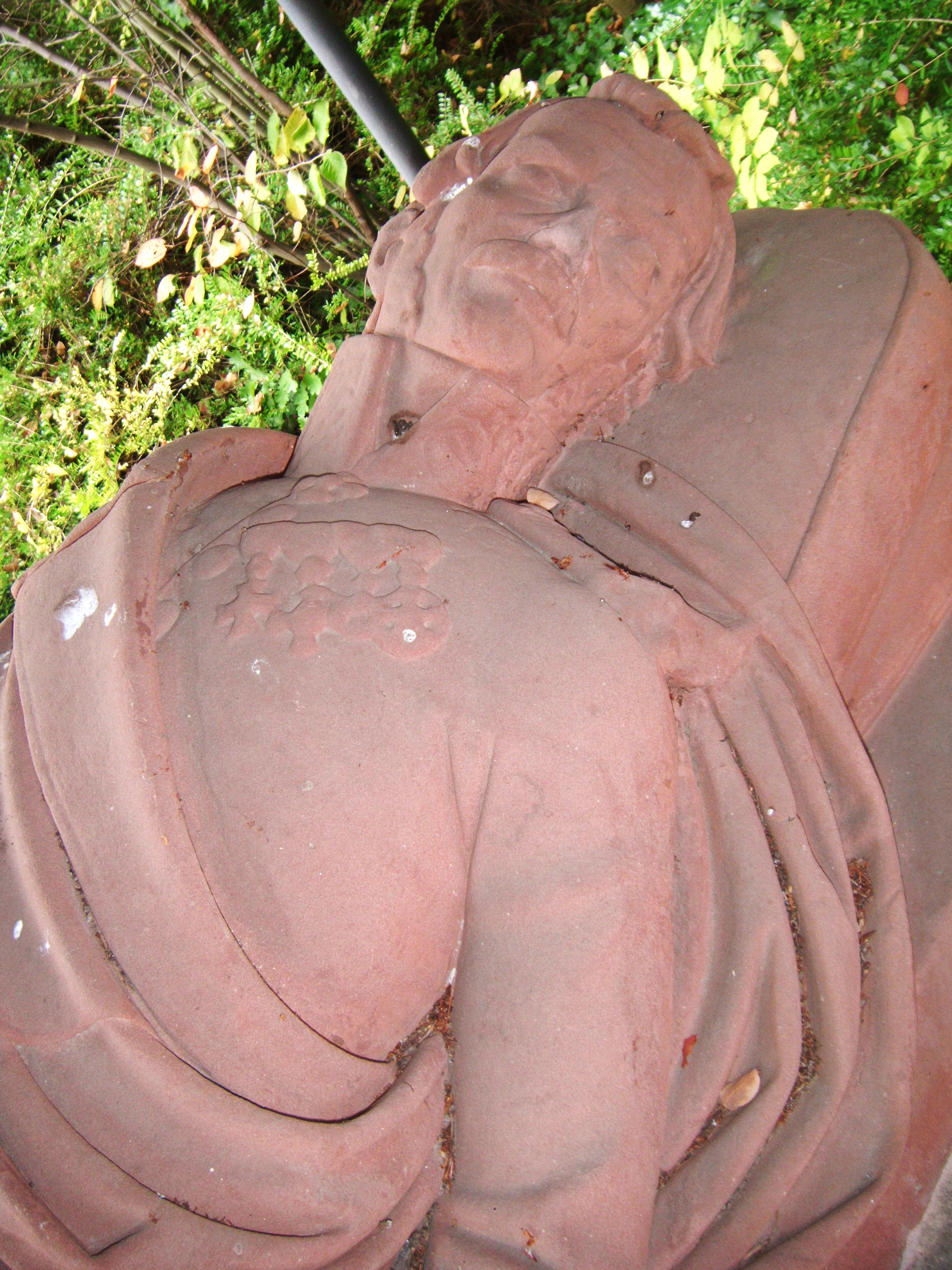
Porträt vom Grabstein

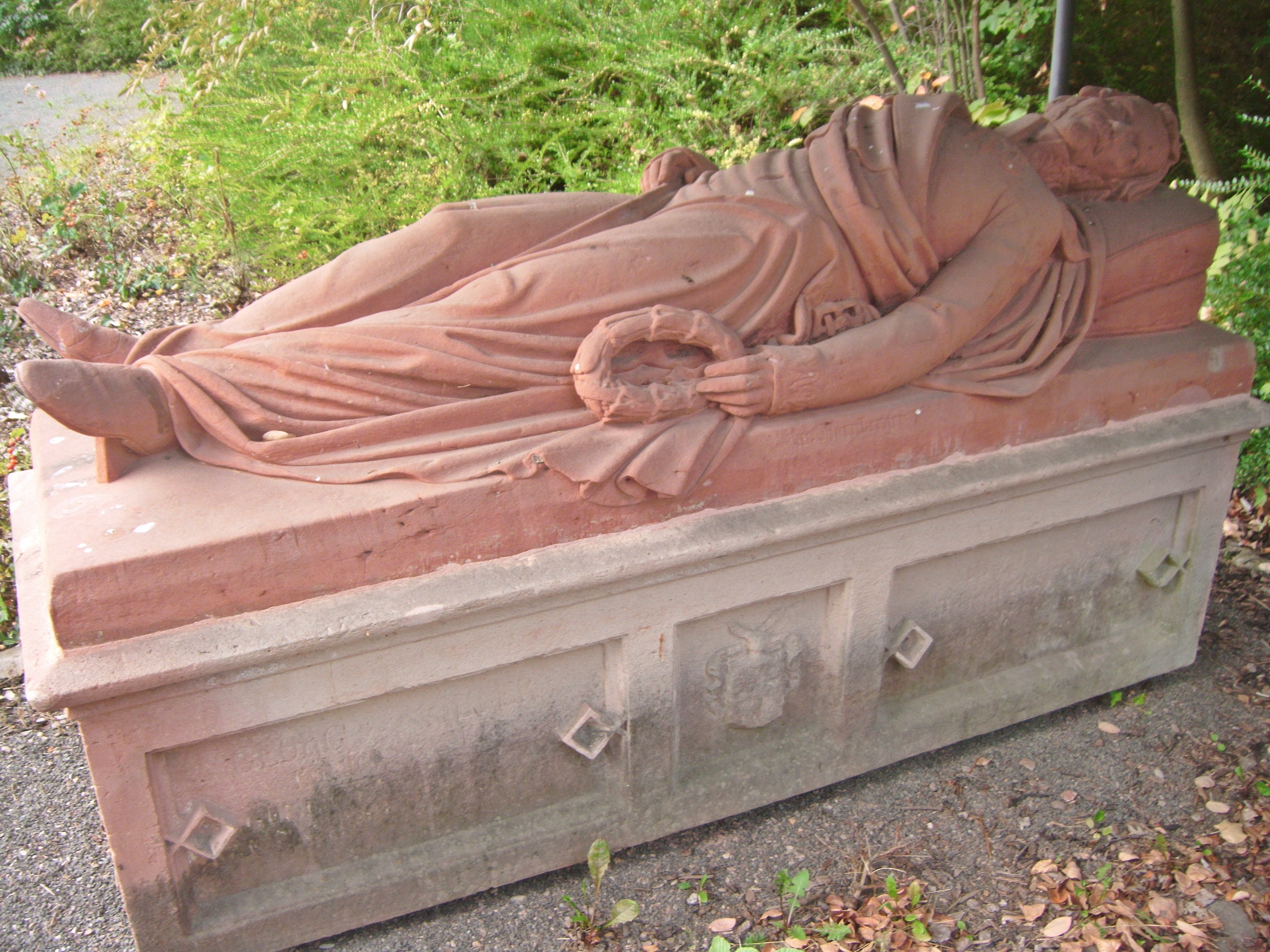
Tumba-Grabmal, Friedhof Landau (Pfalz)

Georg Mölter, seit 1815 Ritter von Mölter (* 5. August 1775 in Bastheim; † 25. Oktober 1846 in Landau) war ein bayerischer Generalmajor.

## Leben

### Familie
Er war der Sohn des fürstbischöflich würzburgischen Hauptmanns Adam Mölter. Sein älterer Bruder Joseph Mölter (* 1773) war katholischer Priester und Pfarrer in Schweinfurt bzw. in Eltmann.

### Militärkarriere
Mölter trat 1795 in den Militärdienst des Hochstifts Würzburg ein und wurde 1803, nach der Säkularisation, in kurbayerische Dienste übernommen. 1807 avancierte Mölter zum Oberleutnant. 1812 kämpfte er mit dem bayerischen Kontingent auf Seiten Napoleons in Russland. Gegen die Franzosen tat er sich 1813 in der Schlacht bei Hanau hervor, ebenso bei La Rothière am 1. Februar 1814, wofür Georg Mölter 1815 das Ritterkreuz des Militär-Max-Joseph-Ordens erhielt. Damit verbunden war die Erhebung in den persönlichen Adelsstand und er durfte sich nach der Eintragung in die Adelsmatrikel Ritter von Mölter nennen. Er war außerdem Mitglied der Französischen Ehrenlegion und Ritter II. Klasse des russischen St. Annen Ordens.
Von 1827 bis 1837 fungierte Mölter als Kommandeur des 5. Chevaulegers-Regiments in Zweibrücken. 1837 erhielt er die Beförderung zum Generalmajor und trat die Stelle des Kommandanten der Bundesfestung Landau an. Hier wirkte er neun Jahre, starb dort und wurde nach katholischem Ritus auf dem Friedhof beigesetzt, wo sich sein kunstvolles Tumba-Grabmal mit Liegefigur erhalten hat. Es stammt von dem Mannheimer Bildhauer Wilhelm Hornberger, Absolvent der Akademie der Bildenden Künste München, einem Schüler von Bernhard Würschmitt und Ludwig Schwanthaler. Später schuf er noch ein ähnliches Grabmal für Mölters Nachfolger Karl Freiherr von Pflummern (1787–1850).